# Steinbergkirche
Steinbergkirche (in danese Stenbjergkirke) è un comune di 2 763 abitanti dello Schleswig-Holstein, in Germania.
Appartiene al circondario (Kreis) di Schleswig-Flensburgo (targa SL) ed è parte della comunità amministrativa (Amt) di Geltinger Bucht.

## Storia
Il 1º marzo 2013 al comune di Steinbergkirche venne aggregato il comune di Quern.